# Млечане
Млечане (алб. Mleqan) је насеље у општини Клина, Косово и Метохија, Република Србија.
Овде се налази Црква Светог Николе у Млечанима.

## Становништво
| Демографија | Демографија | Демографија |
| Година      | Становника  | Становника  |
| ----------- | ----------- | ----------- |
| 1948.       | 460         |             |
| 1953.       | 478         |             |
| 1961.       | 605         |             |
| 1971.       | 666         |             |
| 1981.       | 914         |             |
| 1991.       | 1.155       |             |